# 도라에몽 노비타와 구름의 왕국
극장판 도라에몽: 진구와 구름왕국(일본어: 映画ドラえもん のび太と雲の王国)은 후지코 F. 후지오의 월간 코로코로 코믹 1992년 1월호에서 1992년 3월호에 게재된 대장편 도라에몽 시리즈의 작품과 이 에피소드 작품을 바탕으로 1992년 3월 7일에 개봉된 도라에몽의 13번째 극장판이다.

## 줄거리
구름 위에는 정말로 천국이 있다고 믿는 진구에게 도라에몽은 구름 위에 스스로 천국을 만들자고 제안한다.
우여곡절이 있었지만, 동료들의 협력을 얻어 구름의 왕국은 마침내 완성. 그러나, 왕국에서 놀고 있는 도중 우연히 정말로 천상인이 사는 구름 위의 세계가 있는 것을 발견한다. 자연이 풍족해 멸종 동물이 살고 있는 그 구름은, 멸종 동물의 보호 지구였다.
그곳의 감찰원 파루파루에 이끌려 시설로 이동하는 5명. 우호적으로 보인 파루파루지만, 천상계에서는 「동식물과 지상인을 미리 천상계에 피난시켜, 대홍수로 지상을 파괴한다」라고 하는 무서운 방책 「노아 계획」을 실행하고 있었는데...

## 무대
지상 위의 구름을 모티브로 천상세계를 무대로 하고 있다.

#### 구름의 왕국
진구가 도라에몽의 도구로 만든 천국. 왕국이라 하지만 실제는 금전상의 이유로부터 1주 100엔의 주식제를 채용.「주식 국가」라고 칭했다. 대부분(3만엔, 즉 300주)을 스네오가 냈다(스네오가 대주주. 시즈카는 100엔으로 1주, 쟈이안은 50엔으로 반주). 주식은 다수의 출자자를 모집하는 전제에도 불구하고, 다른 동급생을 주주로 이끌려고는 하지 않고, 화제를 「쟈이안 리사이클의 이야기」등이라고 속이고 동급생을 속이고 있었다. 작은 나라이지만, 산, 강, 폭포, 호수등이 있어, 레스토랑, 도서관, 게임센터, 야구장, 테니스 코트등의 시설이 충분히 있다. 노동력·놀이상대로서 작은 구름에 기계를 넣어 만든 구름 로봇이 다수 있다.
직무로서는, 진구가 국왕, 시즈카가 왕비, 도라에몽이 총리대신, 스네오가 금전대신, 쟈이안이 하인(국왕 이외는 진구의 임명).

#### 천상 세계(천상 연방)
12개의 주로부터 성립되는 가공의 연방 국가. 수도는 중앙주. 우주와의 교류가 번성하고, 도라에몽등이 방문했을 때는 식물별의 대사가 방문하고 있었다. 클린 에너지의 기술은 발달하고 있지만, 지상으로부터의 공해가 원인으로 해마다 인구가 계속 감소하고 있다. 천상인은 기본적으로 지상인과 같은 종족의 인류이며, 살고 있는 장소가 다른 것만으로 생물종적으로는 동종. 때문에, 도라에몽들의 언어도 그대로 통했다. 천상 세계는 모두 이 천상 연방에 속하고 있어 지구상에 외적은 없지만, 군대나 경찰 등은 꽤 강력하고 지상 세계에 대해서 적대적. 대통령제를 뽑고 있다. 또한, 이 나라의 원수, 요인, 공무원은 모두 등에 날개가 난 의복을 몸에 대고 있어 그 날개로 하늘을 날 수 있다. 창세신화에서는 혜성의 특수한 가스에 접한 구름을 탈 수 있는 것을 발견한 고지에 살고 있던 고대의 사람들이 쌓아 올린 국가인 것이 시사되고 있다.
중앙주
천상 연방의 수도. 거대한 공항, 공원, 호텔, 재판소, 시티등이 나란히 서는 대도시.
에너지주
천상 연방에서 이용하는 에너지의 대부분을 생산하는 주. 홋카이도 정도의 넓이로, 그 일면에 무수한 태양 전지판이 설치되어 있다. 여기서 만들어진 에너지는, 마이크로파로 다른 주에 보내지고 있는, 종반에 밀렵자들에 의해서 파괴된다.
멸종 동물 보호주
지상에서 멸종한 동물(극중에서 등장한 것은 신생대의 것), 및 멸종 위구심종의 동물을 모아 보호하고 있다. 작중에 등장한 동물로서는, 맘모스, 모아, 도도, 자이언트 모어, 메가테리움, 스밀로돈, 네시, 글립토돈등 이 있다.

## 등장 인물
파루파루
성우 - 이토 미키
천상 세계의 멸종 동물 보호주 관리원의 여성.
그리오
성우 - 무라야마 아키라
천상 세계의 멸종 동물 보호주 관리원의 남성. 지상인을 적대시하고 있다. 가면을 쓰고 있고, 본모습은 불명.
타갈
성우 - 타카노 우라라
고기잡이 도중에 배가 난파해, 무인도에 표류중에 노아 계획의 실험에 말려 들어가 천상인에 의해서 식물과 함께 천상 세계에 오게 된 소년. 지상에 남겨 온 어머니를 만나기 위해, 사이가 좋아진 글립토돈과 함께 천상 세계 탈출을 시도한다.
호이
성우 - 마츠오 요시코
소인족의 소년. 도라에몽과 노비타가 이주시켜 준 아마존의 밀림에도 개발이 진행되게 되어, 천상인에 의해서 천상 세계의 멸종 동물 보호주로 이주했다. 후에 노아 계획을 저지하려고 한 도라에몽 일행을 옹호했다.
키무(나무돌이)
성우 - 마루야마 에이지
코믹스 33권 수록 「안녕, 나무돌이」에 등장한, 진화 식물. 원래는 주택지 개발 예정지에 있던 작은 묘목으로, 노비타에 의해 구출되어 도라에몽의 도구 「식물 자동화액」에 의해서 지성을 얻는다. 지구로부터 식물 별로 유학을 가고(영화판에서는 외무 대신)가 되어, 노아 계획의 검토 때문에 천상 세계로 왔다. 노비타와 함께 살고 있었을 때는 아이였지만, 현재는 훌륭한 나무가 되었다(하지만, 노비타는 전혀 성장하지 않았다). 밀렵자들에 의한 천상계의 파괴를 저지했기 때문에 다친 도라에몽을 구했다. 또, 「노비타와 초록의 거인전」에서는 모습을 크게 바꾸어 등장.